# Lachhiman Gurung
Pour les articles homonymes, voir Gurung.
Lachhiman Gurung (népalais : लाछिमान गुरुङ ; 30 décembre 1917—12 décembre 2010) est un Gurkha népalo-britannique récipiendaire de la croix de Victoria, la plus haute et la plus prestigieuse distinction militaire de l'armée britannique et du Commonwealth. Il est connu comme étant le « Gurkha s'étant battu contre 200 soldats avec une seule main » durant la Seconde Guerre mondiale.

## Naissance et service militaire
Gurung est né le 30 décembre 1918 dans le village de Dahakani, Chitwan, au Népal, fils de Partiman Gurung. Il rejoint l'Armée indienne britannique en décembre 1940,. Durant la Seconde Guerre mondiale, il est rifleman dans le 4e bataillon du 8e régiment de fusiliers Gurkhas de l'armée indienne. En mai 1945, il a 27 ans lors de la bataille qui le rendra célèbre et qui le récompensera avec la Croix de Victoria.
Les 12 et 13 mai 1945, à Taungdaw en Birmanie (Myanmar actuel), Lacchiman Gurung occupait le poste le plus avancé de son peloton lorsque celui-ci subit une attaque d'au moins 200 soldats de l'armée japonaise. Lacchiman réussit à renvoyer 2 grenades tombées sur sa position mais perd l'usage de sa main droite lorsque la troisième grenade explose dans sa main. Cette explosion provoquera la section de ses doigts, la brisure de son bras ainsi que la blessure de son visage et d'une partie de sa jambe droite. Ses deux camarades sont également grièvement blessés mais le rifleman, seul, ne tenant pas compte de ses blessures charge son arme avec la main gauche durant des heures attendant calmement chaque vague d'attaque en tirant à bout portant.
Sa citation dans la London Gazette se termine par : 

« ...Sur les 87 morts ennemis dénombrés dans les environs immédiats de la localité de la Compagnie, 31 étaient positionnées devant cette section de fusiliers, clé de toute la position. Si l'ennemi avait réussi à envahir et à occuper la tranchée du carabinier Lachhiman Gurung, toute la position de la pente inverse aurait été complètement dominée et tournée.
Ce fusilier, par son magnifique exemple, inspira tellement à ses camarades à résister jusqu'au bout à l'ennemi, que, quoique encerclés et retranchés pendant trois jours et deux nuits, ils tinrent et écrasèrent toutes les attaques.
Sa bravoure exceptionnelle et son extrême dévouement au devoir, face à des obstacles presque écrasants, ont été les principaux facteurs de la défaite de l'ennemi. »

Il reçoit sa Croix de Victoria de la main du maréchal Lord Wavell à Fort Rouge, à Delhi, le 19 décembre 1945.
En 2008, Gurung et le lieutenant honoraire Tul Bahadur Pun VC étaient deux des cinq demandeurs dans le cadre d'une action en justice visant à autoriser les Gurkhas ayant pris leur retraite avant juillet 1997 (date à laquelle la base Gurkha a déménagé de Hong Kong au Royaume-Uni) à s'installer au Royaume-Uni. La Haute Cour a ordonné au gouvernement de revoir sa politique et Gurung a été autorisé à s'installer à Hounslow, où il a été pris en charge par sa petite-fille, Amrita. Le 19 novembre 2008, Gurung est admis au Charing Cross Hospital après l'aggravation de son état de santé, à cause d'une pneumonie. Gurung décède le 12 décembre 2010. Il laisse derrière lui sa seconde épouse, Manmaya, et ses cinq enfants. Ses funérailles ont eu lieu le mercredi 22 décembre 2010 au Hounslow Civic Centre, Lampton Road, Hounslow, Middlesex, TW3 4DN.